# Selva Dánica
La Selva Dánica (latín Sylva Danica, alemán Dänischer Wohld, danés Jernved) es una península y región natural del Estado de Schleswig-Holstein, al norte de Alemania, situada entre la bahía de Eckernförde y la ría de Kiel y limitada al sur por los ríos Levensau y Eider (hoy parte del canal de Kiel). Gettorf es la principal ciudad de la región.
El nombre de la península se origina en la forma latinizada Sylva Danica del alemán Dänischer Wohld. El término Wohld, que procede del bajo alemán, significa bosque. En el antiguo sajón se conocía a esta zona como Isarnhoe (bosque de hierro), forma que aún se encuentra en su nombre en danés Jernved. Este término se encuentra también en el nórdico antiguo como Járnviðr y aparece mencionado en el poema épico Völuspá como un bosque mitológico difícil de penetrar. La denominación Danica (Dänischer) se debe a la situación de esta región en el antiguo límite del reino de Dinamarca con el Sacro Imperio Romano Germánico. La región pasó a formar parte de Alemania tras la Guerra de los Ducados de 1864.
La selva dánica forma parte de las tierras altas de Schleswig-Holstein. Se trata de un paisaje joven de morrenas, creado hace  20.000 años con el deshielo de la glaciación Weichseliense. Numerosos picos y colinas cubren el paisaje. En la actualidad, tras las playas y acantilados de la costa, se extienden campos de maíz y colza.